# Isola di Roanoke
L'isola di Roanoke (in inglese Roanoke Island) è situata lungo la costa della Carolina del Nord (USA). Nel XVI secolo vi fu fondata la colonia di Roanoke, secondo insediamento inglese nel "nuovo mondo" dopo San Giovanni di Terranova. Nel XIX secolo fu teatro di una battaglia della guerra di secessione americana e in seguito ospitò una colonia per schiavi liberati.

## Geografia
L'isola è situata lungo la costa della Carolina del Nord. Lunga circa 19 km e larga circa 5 km, Roanoke si trova tra la terraferma e gli Outer Banks, la barriera esterna di isole che separano l'Oceano Atlantico dalle acque salate delle lagune interne, chiamate Sound. A nord si trova l'Albermarle Sound, a est il Roanoke Sound, a sud il Pamlico Sound e a ovest il Croatoan Sound. Sull'isola sorgono le città di Manteo a nord e Wanchese a sud.

## Storia

### Il mistero della colonia perduta
La colonia di Roanoke fu il secondo insediamento inglese in Nord America dopo San Giovanni di Terranova, fondato nel 1583.
La regina Elisabetta I aveva incaricato l'amico e corsaro Sir Walter Raleigh d'una spedizione che requisiva qualunque terra americana che non fosse già proprietà d'una nazione europea.
Così egli incaricò i capitani Philip Amadas e Arthur Barlowe, al comando di due navi che salparono nel 1584. Essi fecero ritorno quello stesso anno, facendo rapporto a Raleigh, e questi disse ad Elisabetta che era stata trovata una terra rigogliosa, abitata da indigeni amichevoli, e che l’aveva ribattezzata Virginia in suo onore.
Un primo stanziamento avvenne nel 1585, sotto la guida di Ralph Lane, sull'isola di Roanoke.
Inizialmente i nativi si mostrarono amichevoli e ben disposti, ma quando le provviste dei coloni presero a scarseggiare e Lane assassinò il loro capo, li attaccarono, e l'intera colonia, affamata e soverchiata dai nativi, dovette evacuare, ottenendo un passaggio da Francis Drake, di ritorno da un'incursione contro gli spagnoli.
Venne inviata una seconda spedizione nel 1587, questa volta guidata dal capitano White, che portò con sé la propria famiglia e un totale di 117 coloni, prevalentemente nuclei familiari cui era stata promessa terra. Come già precedentemente accaduto, le risorse e provviste terminarono, ma stavolta non ricevettero nessun aiuto da parte dei nativi ostili.
 White fece ritorno in Inghilterra per i rifornimenti, ma, a causa del maltempo, non riuscì a ritornare se non nel 1590, quando trovò Roanoke inspiegabilmente deserta dai coloni; l'isola guadagnò l'epiteto di “lost colony”.

### La battaglia
Durante la guerra di secessione americana l'isola fu fortificata dai confederati.
Il 7 e l'8 febbraio 1862 vi si svolse la «battaglia dell'isola di Roanoke», durante la quale le forze nordiste comandate da Ambrose E. Burnside sbarcarono sull'isola e conquistarono i tre fortini sudisti, i quali successivamente furono ribattezzati con i nomi dei generali unionisti vincitori: Fort Huger divenne Fort Reno, Fort Blanchard divenne Forte Parke e Fort Bartow divenne Fort Foster. L'isola rimase sotto l'occupazione unionista per tutto il resto della guerra ed attirò gli schiavi fuggiti dall'isola e dalla terraferma con la speranza di ottenere la libertà.

### La colonia per schiavi liberati
Nel 1863 un numero considerevole di ex-schiavi viveva ai margini dell'accampamento nordista. Avevano costruito chiese e aperto una scuola gratuita per neri, probabilmente la prima mai aperta nella Carolina del Nord. Temendo problemi di igiene e disciplina dei soldati, l'esercito aprì una colonia ufficiale per gli schiavi liberati in un altro punto dell'isola, la Roanoke Island Freedmen's Colony. Oltre ad essi, la colonia ospitava anche le famiglie dei soldati neri arruolati nell'esercito unionista. Il sovrintendente della colonia, Horace James, riponeva grandi aspettative nella colonia, che vedeva come un importante esperimento sociale. Insegnanti missionari dal nord, soprattutto donne, arrivarono sull'isola per contribuire alla sperimentazione. Alla fine della guerra la popolazione della colonia arrivava quasi a 3.500 persone.

## Nella cultura di massa
- Un'interpretazione alternativa all'improvvisa sparizione dei coloni di Roanoke viene dato nell'episodio "Croatoan" della serie televisiva Supernatural. In tale episodio la scomparsa dei coloni viene fatta risalire ad una piaga demoniaca.
- Un'altra interpretazione al mistero viene fornita da Max Brooks nel libro Manuale per sopravvivere agli zombi, adducendo la sparizione dei coloni ad un attacco da parte di zombie.
- È il tema centrale del film horror Vanishing on 7th Street.
- Viene inoltre citata nella miniserie televisiva La tempesta del secolo, dove la scomparsa dei coloni è dovuta al rifiuto di un patto proposto da un demone.
- Nel romanzo It dell'autore americano Stephen King, l'anno della sparizione della colonia è fatto coincidere con uno dei cicli trentennali del mostro antagonista della storia.
- È il tema della sesta stagione della serie televisiva American Horror Story.
- La colonia di Roanoke è presente anche nella serie Sleepy Hollow (1x5) dove la sparizione della colonia è attribuita al Cavaliere della Pestilenza, II Cavaliere Apocalittico.